# Conclave de 1303
Le conclave de 1303 se déroule à Rome, le 22 octobre 1303, à la suite de la mort de Boniface VIII. Le roi Charles Ier de Naples, qui contrôle militairement Rome, enferme les cardinaux dans la basilique Saint-Jean de Latran le lendemain des funérailles de Boniface VIII. Ce conclave aboutit à l'élection du cardinal Nicola Boccasini qui prend le nom pontifical de Benoît XI. Par le choix de ce nom, il indique qu'il considère Benoît X comme un pape légitime.

## Cardinaux-électeurs
- Niccoló Boccasini
- Giovanni Boccamazza
- Leonardo Patrasso
- Giovanni Minio da Morrovalle
- Pedro Rodríguez
- Teodorico Ranieri
- Napoleone Orsini Frangipani
- Landolfo Brancaccio
- Matteo Rubeo Orsini
- Guglielmo Longhi
- Francesco Napoleone Orsini
- Giacomo Caetani Stefaneschi
- Francesco Caetani
- Riccardo Petroni
- Luca Fieschi
- Robert de Pontigny
- Gentile Partino de Montefiore
- Jean Lemoine

## Sources
- (en) Cet article est partiellement ou en totalité issu de l’article de Wikipédia en anglais intitulé « Papal conclave, 1303 » (voir la liste des auteurs).
- (en) Sede Vacante de 1303 - Université de Nothridge - État de Californie - John Paul Adams - 13 novembre 2014